# Eneida
Eneida (Nederlands: Aeneis) is een Oekraïens gedicht, dat geschreven werd door Ivan Kotljarevsky. Het gedicht werd in 1798 gedeeltelijk gepubliceerd en in 1842 volledig. Het werk is bijzonder, omdat het gedicht volledig is geschreven in het Oekraïens, een taal die destijds, in het keizerrijk Rusland, verboden was.

## Achtergrond

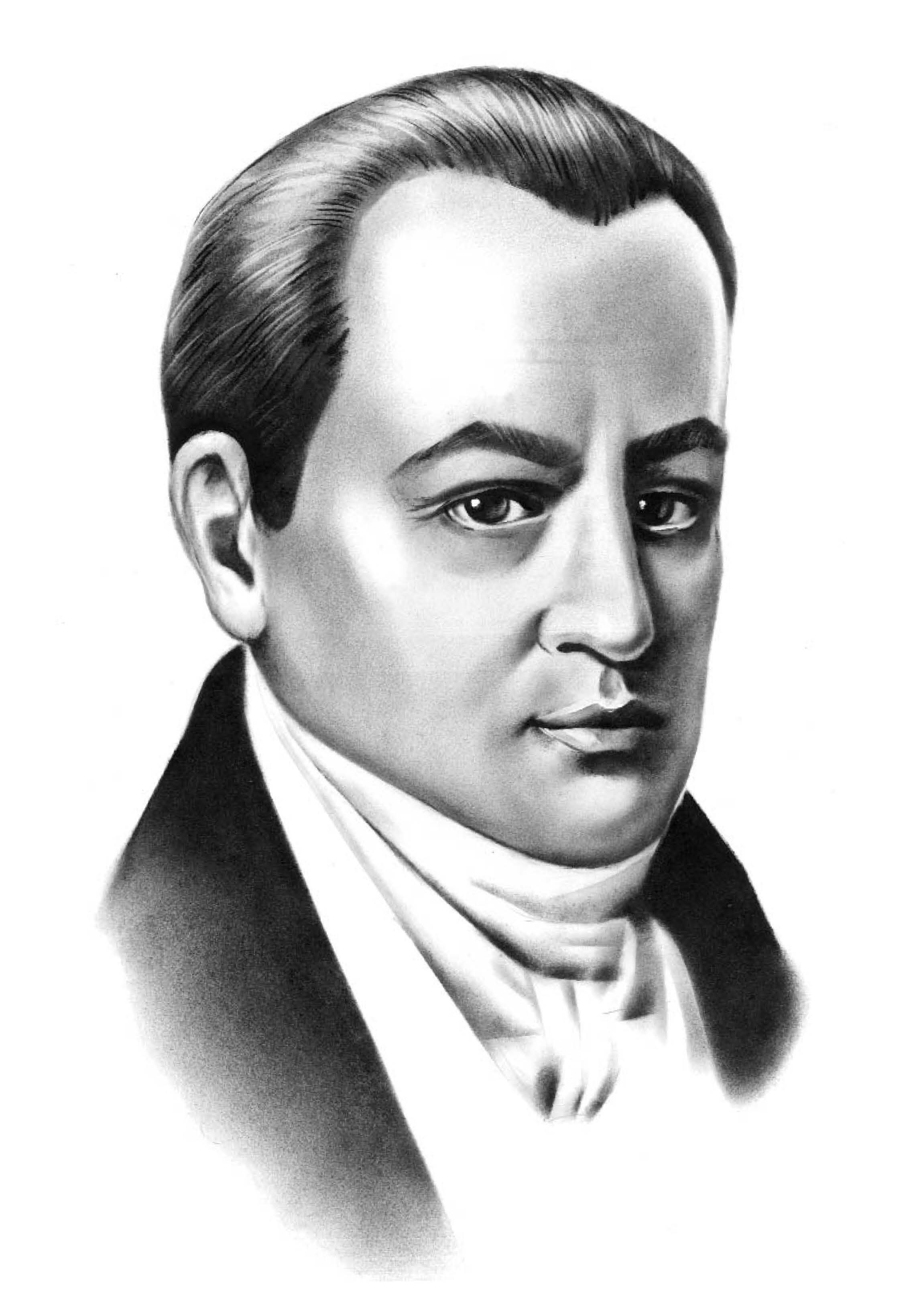
Ivan Kotljarevsky

Kotljarevsky heeft Eneida gebaseerd op het gedicht Aeneis van Vergilius. Het verhaal is bijna identiek aan het verhaal van Vergilius, maar in Eneida worden de Trojanen vervangen door de Zaporozje-Kozakken. Het boek werd geschreven in de tijd dat het Oekraïens nationalisme opkwam en veel mensen weer terugverlangen naar de tijd van de Kozakken-Hetmanaat. Historici vermoeden ook dat de vernietiging van de Zaporozjiaanse Sich (een militair leger) door Catharina de Grote de aanleiding was voor het schrijven van Eneida.
Historici vermoeden ook dat Kotljarevsky rond 1794 begon met het schrijven van het gedicht. Toen zat Kotljarevsky als soldaat in het Russische leger. Verder is er weinig bekend over het schrijfproces. Wel zijn er aanwijzingen dat Kotljarevsky handgeschreven versies van het gedicht naar intellectuelen van zijn tijd had gestuurd. Waarom hij dat deed en wie die intellectuelen waren is niet bekend.
In 1798 werden de eerste drie delen van het gedicht gepubliceerd. Kotljarevsky zelf was niet op de hoogte van de publicatie en reageerde woedend op het nieuws. Hij kon het niet accepteren dat achter zijn rug om delen van zijn gedicht werd gepubliceerd. In 1808 zou er een herdruk van de eerste drie delen plaatsvinden, wederom zonder toestemming van Kotljarevsky zelf. Later zou Kotljarevsky meer kritiek geven op de uitgaven, mede ook vanwege de vele fouten die in de gedrukte versies staan. Ook was hij woedend omdat er een speciaal woordenboek kwam voor zijn gedicht, dat de woorden van het 'klein-Russisch' zou vertalen. In Rusland werd Oekraïens niet erkend als taal en werd daarom klein-Russisch genoemd.
In 1809 werd het vier deel van Eneida voltooid en van 1821 tot 1822 kwamen de delen vijf en zes erbij. In 1822 publiceerde hij ook een Oekraïens-Russisch woordenboek, dat het 'klein-Russisch' woordenboek uit 1798 moest vervangen.

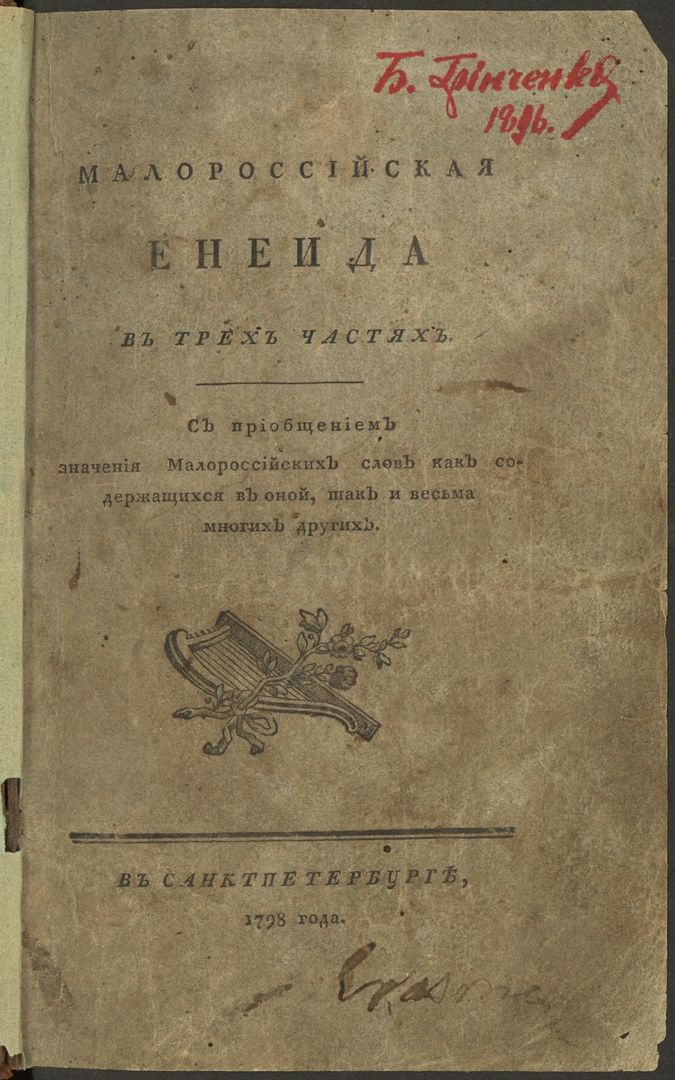
De voorkant van Eneida in 1794.

Kotljarevsky zou tot aan zijn dood in 1838, werken aan Eneida. In totaal zou hij 44 jaar gewerkt hebben aan zijn gedicht. Vlak voor zijn dood had hij het manuscript al opgestuurd naar Volochinov, zijn uitgever. Volochinov besloot in 1842 zijn zesdelige werk definitief te publiceren.

## Personages
In Eneida komen de volgende personages voor;
- Aeneas: de leider van de Zaporozje-Kozakken.
- Anchises: de vader van Aeneas.
- Venus: de moeder van Aeneas.
- Nees: vriend van Aeneas.
- Euryale: vriend van Aeneas.
- Zeus: heet officieel Kotljarevsky, is de oppergod.
- Mercurius: beschermgod van de handel.
- Aeolus: god van de wind.
- Neptunus: god van de zee.
- Juno: godin van het huwelijk.
- Dido: koningin van Carthago.
- Sibille: de waarzegster.
- Circe: de gemene koningin.
- Latijn: koning van het Latijnse volk.
- Amata: Latijn's vrouw.
- Lavinia: de dochter van Latijn en Amata.
- Turnus: koning van het Rutul-volk (in Kotljarevsky worden ze Rutuls genoemd).

## Verhaallijn

### Boek I
Na de verwoesting van Troje door de Grieken vluchtte Aeneas met een troep Trojanen over zee. Juno, die niet van Aeneas, de zoon van Venus, hield, rende naar de windgod Aeolus om een storm op te wekken en de Trojanen te verdrinken. Aeolus liet de wind los en veroorzaakte een vreselijke storm. Maar Aeneas gaf steekpenningen aan de god van de zee, Neptunus, en de storm ging liggen. Venus, bezorgd over haar zoon, ging bij Zeus klagen over Juno.

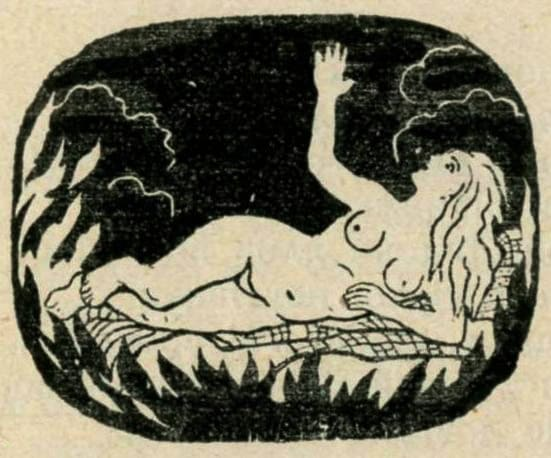
Dido verbrandt zichzelf.

Hij zei dat het lot van Aeneas al was beslist: hij zou naar Rome gaan om "een sterk koninkrijk op te bouwen", "de hele wereld tot lijfeigenschap te drijven" en "zij zullen allemaal leiders zijn". Na lange omzwervingen bereikten de Trojanen Carthago, waar Dido regeerde. De koningin werd verliefd op Aeneas en liep met hem mee, zodat hij zijn hoofddoel vergat: de bouw van Rome. Zeus, die per ongeluk vanaf Olympus naar de aarde keek, zag dit, werd boos en stuurde Mercurius om Aeneas aan zijn benoeming te herinneren. Aeneas en de Trojanen ontvluchten Carthago 's nachts en Dido verbrandde zichzelf van verdriet.

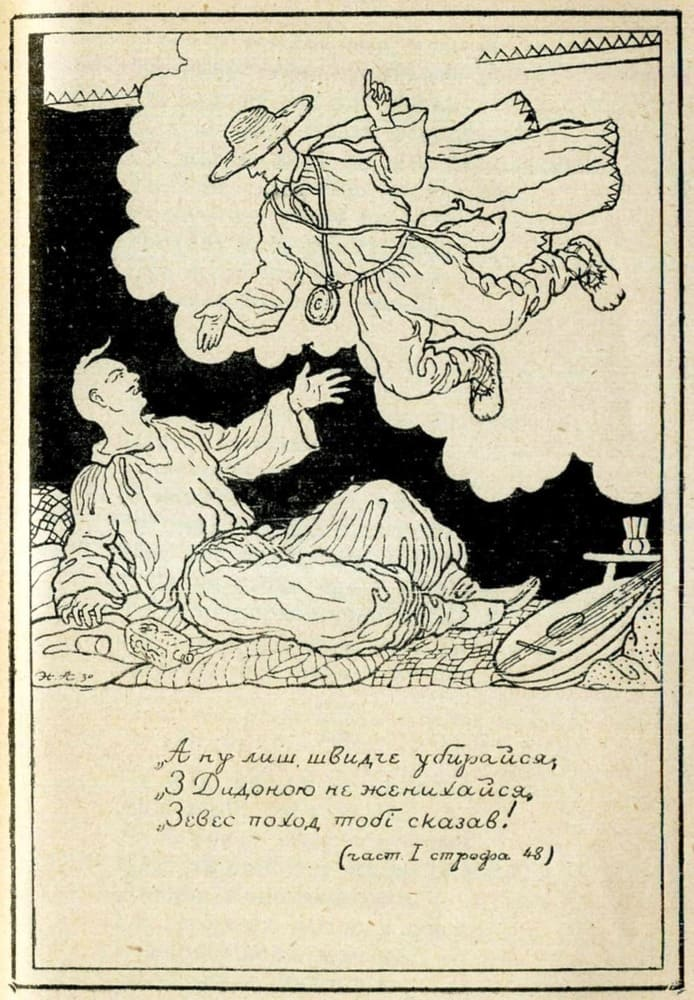
Anchises, de vader van Aeneas, vraagt aan Aeneas of hij hem in de hel komt opzoeken.

### Boek II
De Trojanen voeren op zee en landden op Sicilië, waar koning Acest regeerde. De Sicilianen ontvingen hen gastvrij. Aeneas besloot een wake te houden voor zijn vader Anchises. Tijdens het Trojaanse feest en de spelen stuurde Juno haar dienstmeisje naar de aarde, die de Trojaanse vrouwen overhaalde de boten te verbranden. Er was een grote brand. Aeneas werd boos en ging de goden vervloeken en om regen vragen. De regen viel en sommige schepen overleefden. Aeneas ging verdrietig naar bed en zag zijn vader in een droom. Anchises beloofde dat alles goed zou komen en vroeg hem hem in de hel te bezoeken.

### Boek III

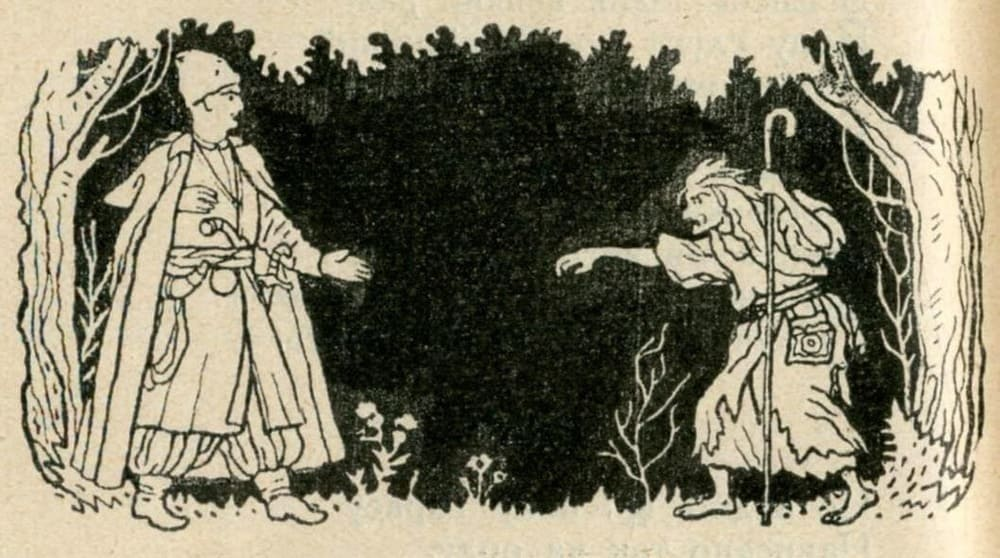
Aeneas ontmoet Sibille, de waarzegster.

Bij het verlaten van Sicilië zeilden de Trojanen lange tijd op zee, totdat ze bij Cumae landden. Aeneas ging op zoek naar een weg naar de hel en ontmoette Sibille de waarzegster. Ze beloofde Aeneas naar de hel te brengen in ruil voor steekpenningen aan de zonnegod Phoebus en een geschenk voor zichzelf. Ze gingen allebei de straat op naar de hel, waar slaperigheid, geeuwen en dood leefden, en achter hen stonden de pest, oorlog, kou, hongersnood en andere rampen. Aan de overkant van de Styx vervoerde de mythische veerman Charon Aeneas en Sibille naar de hel. Bij de ingang werden ze opgewacht door een verschrikkelijke Cerberus, naar wie de waarzegster brood gooide. Daar zagen ze zondaars die in de hel werden gekweld: heren, leugenaars, gierige, domme ouders en vele andere zondaars. Aeneas ontmoette in de hel Dido en de gedode mede-Trojanen. Uiteindelijk ontmoette hij zijn vader Anchises, die zei dat Aeneas "een grote en ijverige familie" zal stichten, die "de hele wereld zal regeren".

### Boek IV

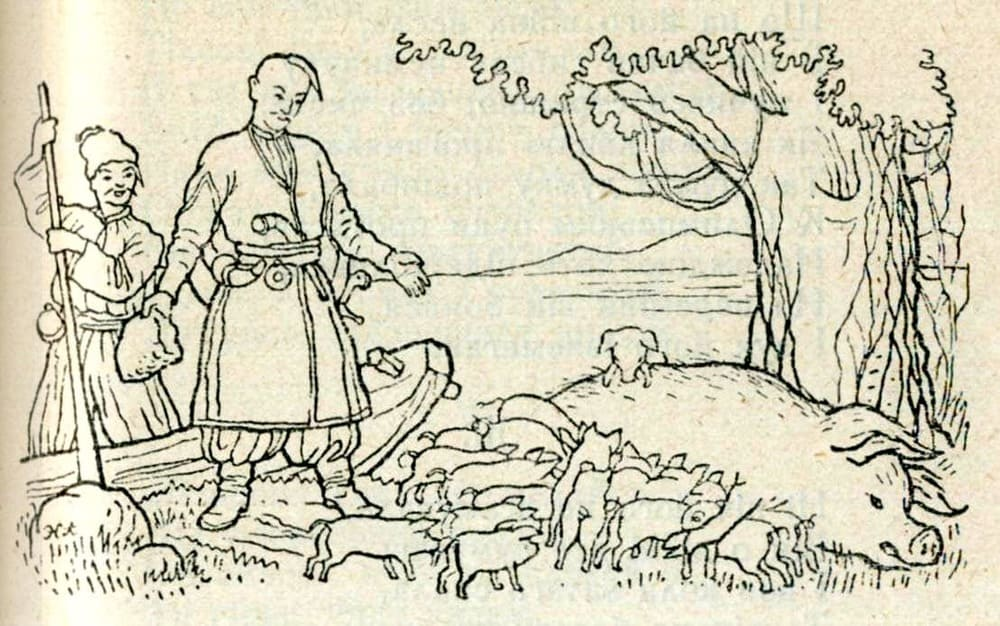
Aeneas komt aan op het eiland van koningin Circe.

Nadat ze aan boord van de boten zijn gegaan, varen de Trojanen onder leiding van Aeneas verder. De gids zeiler ziet een eiland geregeerd door de wrede koningin Circe, die mensen verandert in dieren. Het eiland kon niet worden omzeild. Aeneas wendt zich tot Aeolus en vraagt of hij problemen kan voorkomen. Aeolus helpt en het leger vervolgt zijn reis.

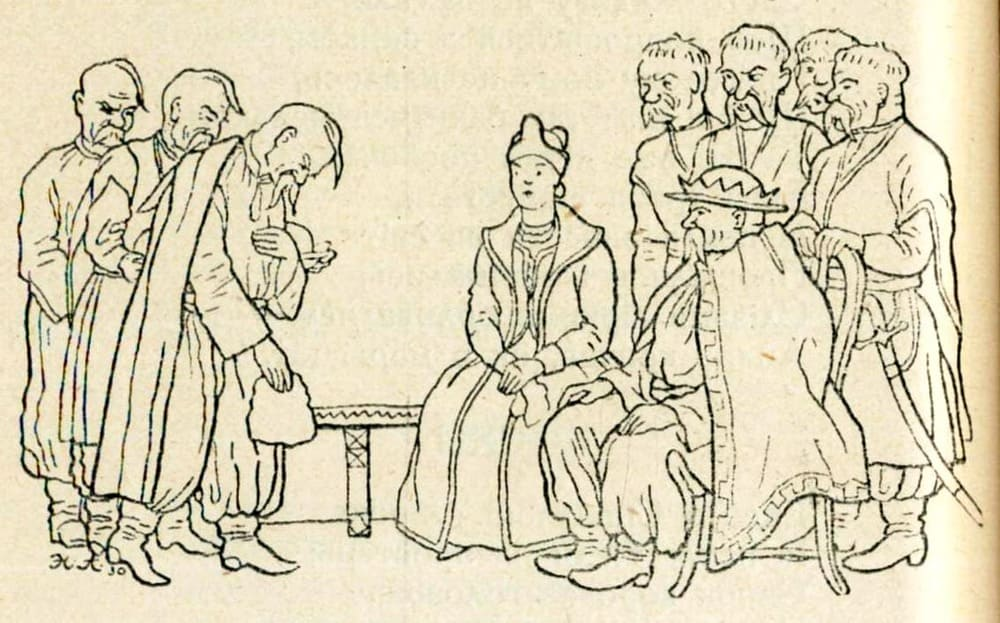
Aeneas op bezoek bij koning Latijn.

Aeneas en zijn Trojanen varen naar het eiland, geregeerd door de Latijnse koning. Samen met zijn vrouw Amata gaat hij zijn dochter Lavinia uithuwelijken aan King Turn. Ondertussen stuurt Aeneas soldaten op verkenning. Ze vertellen hem dat de lokale bevolking Latijn spreekt. Aeneas en zijn leger leren Latijn in een week. Vervolgens stuurt Aeneas de koningsherbergen en ontvangt hij de Kozakken met eer, in de wens dat Aeneas zijn schoonzoon wordt. Ondertussen besluit Juno, die ziet dat Aeneas zichzelf al te veel toestaat, hem een goede les te geven voor zijn onbeschaamde gedrag.
De godin stuurt Erinys Telphousia, die eerst in Amata woont en vervolgens Turnus bezoekt. Turnus ziet een droom waarin zijn toekomstige bruid Aeneas als haar verloofde kiest. Beledigd stuurt hij een brief naar de Latijnse koning, waarin hij de oorlog verklaart. Het leger van Aeneas laat per ongeluk windhonden op de hond van Amata's oppas vallen. Op haar beurt begint ze mensen tegen Aeneas op te zetten. Het Latijnse volk bereidt zich voor op oorlog.

### Boek V
Aeneas denkt erover na hoe hij Turnus kan verslaan, omdat de Olympische goden geen haast hadden om te helpen. Aeneas viel in slaap, en in een droom adviseert een oude man Aeneas om vriendschap te sluiten met de Arcadiërs, die vijanden waren van de Latijnen. Daarom besluit hij hulp te zoeken bij de Arcadians (Evander is de koning van de Arcadians, Pallant is zijn zoon).
Aeneas brengt offers aan de goden en gaat naar Evander. Hij stemt ermee in om te helpen en stuurt zijn zoon Pallant met het leger. Venus vraagt Vulcanus, de smid, om van haar zoon Aeneas een sterk wapen te maken.

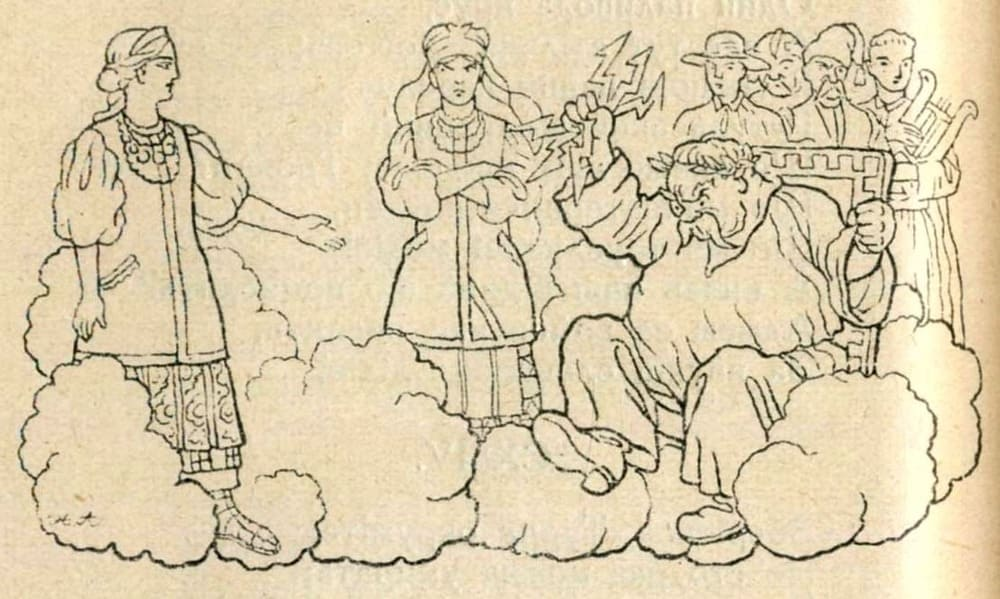
Cybele, de moeder van de goden, klaagt bij Zeus.

Juno stuurt een dienstmeisje om Turnus te waarschuwen voor een mogelijke aanval van Aeneas en adviseert om eerst toe te slaan. Hij belegert het Trojaanse fort, maar kan het niet innemen. Vervolgens verbrandt hij de Trojaanse vloot. Venus klaagt bij Cybella (moeder van de goden), en zij klaagt op haar beurt bij Zeus. De oppergod verandert de schepen van de Trojanen in sirenes, en de Rutuls vluchten in angst. Toen was het weer stil. Nyz en Evrial, jonge krijgers, zijn op hun hoede. Nyz biedt aan om het Rutul-kamp binnen te gaan en de vijanden te verslaan. Hij wil het zelf doen, omdat Evrial een oude moeder heeft, en hij heeft niemand. Zijn kameraad is het daar echter niet mee eens, en ze gaan samen. Nyz en Evrial toonden grote moed, schakelden veel vijanden uit, en toen ze terugkeerden, kwamen ze Latijnen tegen die naar hun kamp gingen. De jonge mannen probeerden zich te verstoppen in het bos, maar de Latijnen spoorden ze op, omsingelden het bos, waaruit "je niet kunt wegglippen", en gingen op zoek naar een "dapper stel". Toen Evrial werd gepakt, klom Nyz in een wilg, liet zijn speer vallen en openbaarde zich zo. Kolonel Wolsent executeerde Evrial, en Nyz stak zijn zwaard in de vijand en viel in de strijd.

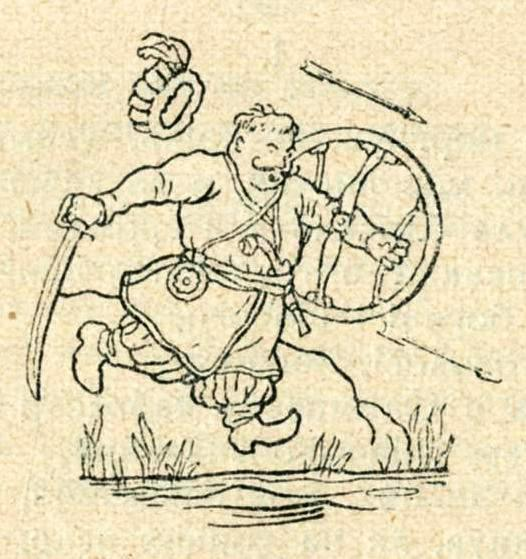
Turnus slaat op de vlucht.

Er begint een felle strijd. Turnus gaat met het leger naar het aanvalsfront, en de Trojanen verdedigen zichzelf dapper; Juno komt opnieuw tussenbeide en verdedigt Turnus. De Rutuls verslaan de Trojanen en willen het fort al verlaten. Dan begint de artillerie chef hen in verlegenheid te brengen, door hen eraan te herinneren dat Aeneas "ons als soldaten beschouwt, de kleinkinderen van de meest glorieuze grootvaders". De beschaamde Trojanen verzamelden zich en gingen in de aanval, en Turnus vluchtte.

### Boek VI
Zeus is boos op de goden vanwege hun tussenkomst en verbiedt de goden iets voor beide partijen te doen. Venus komt naar de oppergod, begint hem te vleien en klagen over Juno. Juno, die dit hoort, begint een ruzie.
Op dit moment vaart Aeneas met Pallant op een schip om de Trojanen te helpen. Als iedereen slaapt, denkt hij na over hoe hij Turnus kan verslaan. Plots ziet hij een mavka in het water. Ze vertelt hem dat Turnus en zijn soldaten al zijn begonnen met de strijd tegen de Trojanen en hun vloot bijna hebben verbrand. Aeneas schiet te hulp en stort zich onmiddellijk in de strijd. Turnus doodt de dappere Pallant. Jul vertelt Aeneas wat er tijdens zijn afwezigheid is gebeurd.
Zeus, dronken, gaat zijn excuses aanbieden aan zijn vrouw Juno. Ze bedroog God met haar sluwheid en bracht hem in slaap. Juno veranderde in het beeld van Aeneas en lokte Turnus naar het schip, zodat hij naar huis zou varen en niet zou sterven.

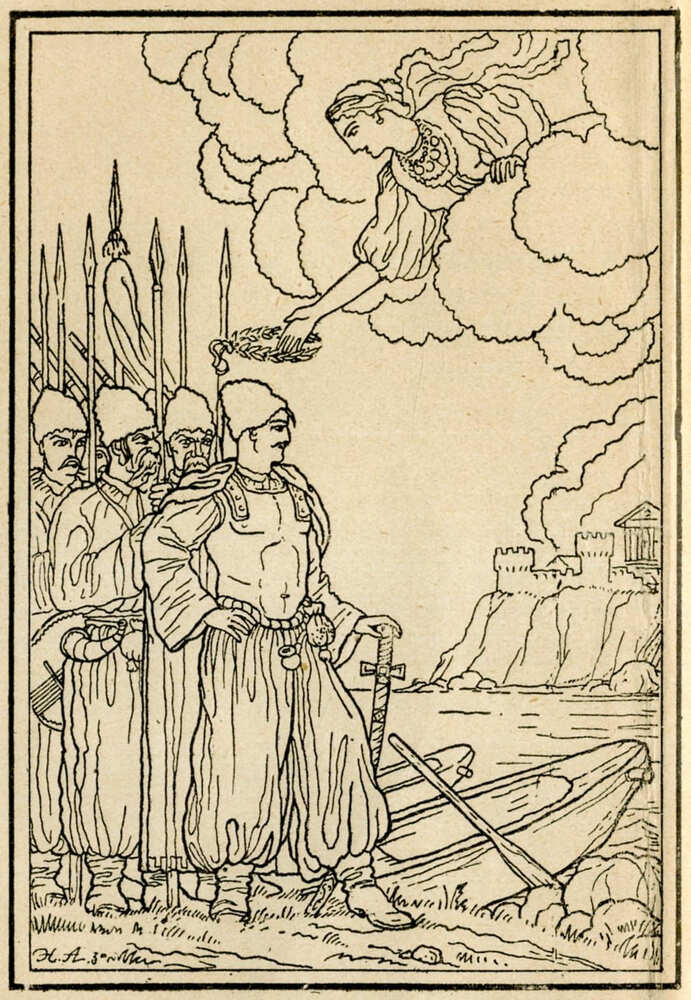
Aeneas op het slagveld.

De volgende dag begroef Aeneas de doden. Gezanten uit het Latijn kwamen naar hem toe. Hij vertelt hen dat hij niet tegen de Latijnen vecht, maar tegen Turnus, en biedt aan om een één-op-één duel met hem te regelen. De ambassadeurs vonden het leuk en vertelden de woorden van Aeneas opnieuw aan het Latijn en Turnus. Deze laatste bereidt zich met tegenzin voor op een duel. Amata verzet zich tegen het huwelijk van haar dochter en Turnus, omdat ze heimelijk verliefd op hem is.
De volgende dag namen beide partijen posities in om de strijd te bekijken. Juno stuurt Juturna om Turnus te helpen. Ze begint opnieuw een gevecht tussen de Trojanen en de Rutuls. Aeneas raakte gewond tijdens de schermutseling. Venus verzamelt allerlei drankjes voor hem die de wond helpen genezen.
Amata denkt dat Turn dood is en besluit zichzelf op te hangen. Dit nieuws maakte iedereen bang. Aeneas gaat een duel aan met Turn en slaat hem uit het zwaard. Juno geeft Turnus, met de hand van Juturna, nog een zwaard. Hiervoor maakt Zeus ruzie met Juno en zegt: "We hebben alle goden al verteld: Aeneas zal bij ons zijn in Olympus om dezelfde taarten te eten die ik je zeg te bakken." Het duel gaat door. Nadat hij Turnus tegen de grond heeft geslagen, gaat Aeneas hem vermoorden, maar Rutuls woorden raakten zijn hart. Plots merkt hij de pantser van Pallant op het lichaam van Turnus op en doodt hem.

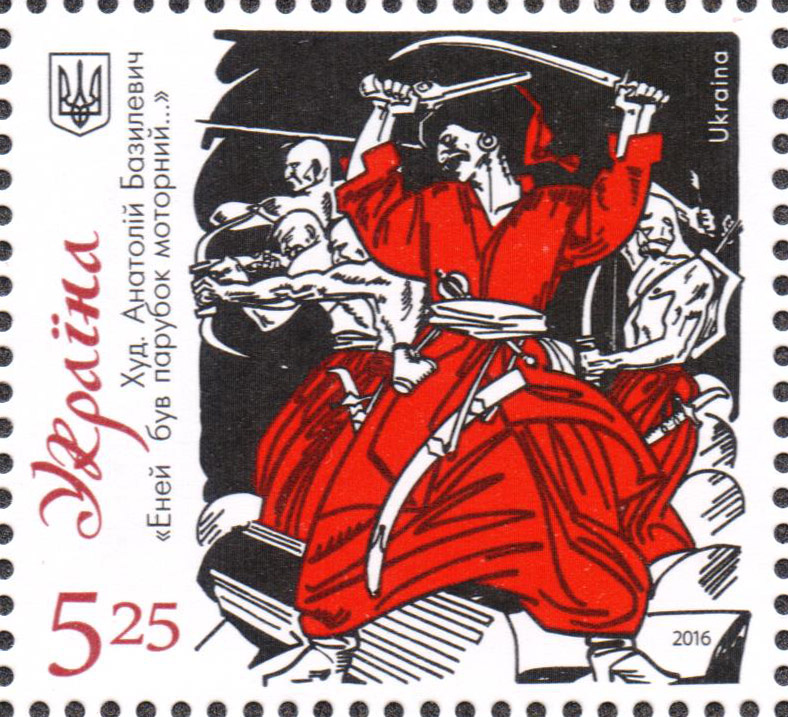
Speciaal uitgebrachte postzegel voor Eneida.

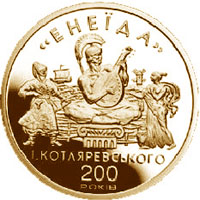
Een speciale munt vanwege het 200-jarige bestaan van Eneida.

## Waardering
Sinds de officiële publicatie, in 1842, is Eneida vanwege de historische waarde een belangrijk werk geworden van de Oekraïense literatuur, naast Lisova Pisna van Lesja Oekrajinka en Kobzar van Taras Sjevtsjenko. 
Door de eeuwen heen werd het verhaal meerdere keren opgevoerd en ook verfilmd. Ook voor kunstenaars en schrijvers is Eneida een belangrijke inspiratiebron geweest.